# Arbetsmiljöverket
Arbetsmiljöverket (AV), som sorterar under Arbetsmarknadsdepartementet, är i Sverige ansvarig förvaltningsmyndighet för arbetsmiljö- och arbetstidsfrågor, med undantag för frågor som rör fartygsarbete. Verket ansvarar också till viss del för tobakslagen och miljöbalken när det gäller frågor om genteknik och bekämpningsmedel.
Huvudkontoret ligger på Svetsarvägen 12 i Solna utanför Stockholm.

## Uppgifter
Arbetsmiljöverket har regeringens uppdrag att se till att arbetsgivare tillsammans med sina anställda bedriver ett aktivt arbetsmiljöarbete så att ingen skadas eller blir sjuk till följd av förhållandena i arbetet. Arbetsmiljölagstiftningen reglerar arbetsgivarens ansvar och rätten för de anställda att delta i utformning och uppläggning av arbetet. Verkets tillsyn bedrivs genom inspektioner och information ute på arbetsplatserna.
Med stöd av arbetsmiljölagen och till viss del även arbetstidslagen meddelar Arbetsmiljöverket juridiskt bindande föreskrifter. För närvarande finns ett 100-tal föreskrifter som samlats i verkets författningssamling.
De som berör det systematiska arbetsmiljöarbetet är mest grundläggande och beskriver hur arbetsgivaren ska gå tillväga för att inlemma arbetsmiljöarbetet i den dagliga verksamheten.
Verket är nationell statistikmyndighet för arbetsskador och publicerar årligen rapporter över anmälda arbetsolyckor och arbetssjukdomar. Vartannat år genomförs arbetsmiljöundersökningen som bygger på intervjuer med ett representativt urval av sysselsatta i åldern 16-64 år.
Kunskap om arbetsmiljörisker och hur de kan förebyggas är viktigt för att uppnå samhällets mål om en bra arbetsmiljö åt alla. Därför lägger verket ned betydande resurser på utveckling av webbplatsen och för att tillhandahålla nyttig information utifrån olika branschaspekter.

## Historik
Det fanns skyddsbestämmelser i Sverige framför allt för barnarbete redan i skråordningar under 1600-talet men någon egentlig arbetarskyddslagstiftning fanns inte förrän yrkesfarelagens tillkomst 1889, som trädde i kraft året därpå samtidigt som Yrkesinspektionen påbörjade sin tillsyn mot den privata industrin. Barnarbete hade begränsats i en lag 1881, då förbud infördes för barn under 12 år i fabriks- och hantverksarbete. Med den nya lagen stärktes skyddet för minderåriga och kvinnor. Antalet inspektörer var från början bara tre, utökades till fem några år senare då även industriell rörelse som bedrevs av stat och kommun kom att täckas av lagen.
1912 fick arbetstagarna laglig rätt att utse egna representanter för samråd med Yrkesinspektionen, en blygsam början till den ställning skyddsombuden skulle komma att få i senare års lagstiftning, först genom lagen 1949 men framför allt under 1970-talet. Då tillkom rätten för skyddsombud att stoppa arbete vid överhängande fara. Yrkesinspektionen hade också under årens lopp stegvis fått skarpare befogenheter att verka.
Under flera decennier fanns kvinnliga specialinspektörer, senare socialinspektörer, med uppgift att kontrollera kvinnors och minderårigas arbetsförhållanden. De blev sedermera flera till antalet och hade från början en annan inriktning än sina manliga kollegor. Efterhand ändrades detta och från och med 1970-talet finns bara en kategori inspektörer. Organisationsförändringarna har varit många med olika huvudmän ända fram till inrättandet av Arbetarskyddsstyrelsen 1949. Den nya myndigheten blev chefsmyndighet för yrkesinspektionsdistrikten, som efterhand halverades till tio. Denna ordning gällde i drygt sextio år till 2001. De elva myndigheterna, Arbetarskyddsstyrelsen och Yrkesinspektionens distrikt gick då samman och bildade en gemensam myndighet, Arbetsmiljöverket.
Efter flera års utredande tillkom en ny arbetsmiljölag, som började gälla 1978. Den är en ramlag som hållit emot tidens tand. Lagen anses än idag ha stor betydelse för de förbättringar som uppnåtts inom arbetsmiljön och för den partssamverkan som präglat och fortfarande präglar svenskt arbetsmiljöarbete.
I samband med att Arbetsmiljöverket 2015 firade 125 år av myndighetsutövning publicerade de en historisk återblick med korta artiklar om hur arbetsmiljön förändrats över tid.

## Internationellt sett få arbetsmiljöinspektörer i Sverige
ILO rekommenderar minst en arbetsmiljöinspektör per 10 000 anställda i utvecklade industriländer. Efter kraftiga nedskärningar under alliansregeringen 2006–2014 var Sverige nere i 0,6 inspektörer per 10 000 anställda, varefter sparkrav förhindrade en ökning så att det 2020 endast fanns 258 inspektörer eller 0,5 per 10 000 sysselsatta. Det är mycket lägre än i Finland (1,3) eller Norge och Danmark (vardera 1,1). En ökande andel av inspektionerna – numera var tredje (sedan pandemin inte längre betraktas som en allmänfarlig sjukdom) – sker på distans och många utan att de anställda kontaktas.

## Arbetsmiljöverkets författningssamling
Arbetsmiljöverkets författningssamling (AFS) är en samling föreskrifter som Arbetsmiljöverket givit ut.

## Generaldirektörer
- Edwin Pelow	1949-1960
- Otto Westling	1960-1972
- Gunnar Danielson	1972-1986
- Sivert Andersson	1987-1994
- Bo Bylund		1994-1997
- Helena Nilsson	1998-1999
- Kenth Pettersson	1999-2007
- Mikael Sjöberg	2007-2014
- Bernt Nilsson 17 mars-28 september 2014 (tillförordnad)
- Erna Zelmin-Ekenhem 29 september 2014 - 30 september 2023